# 潮来祇園祭禮

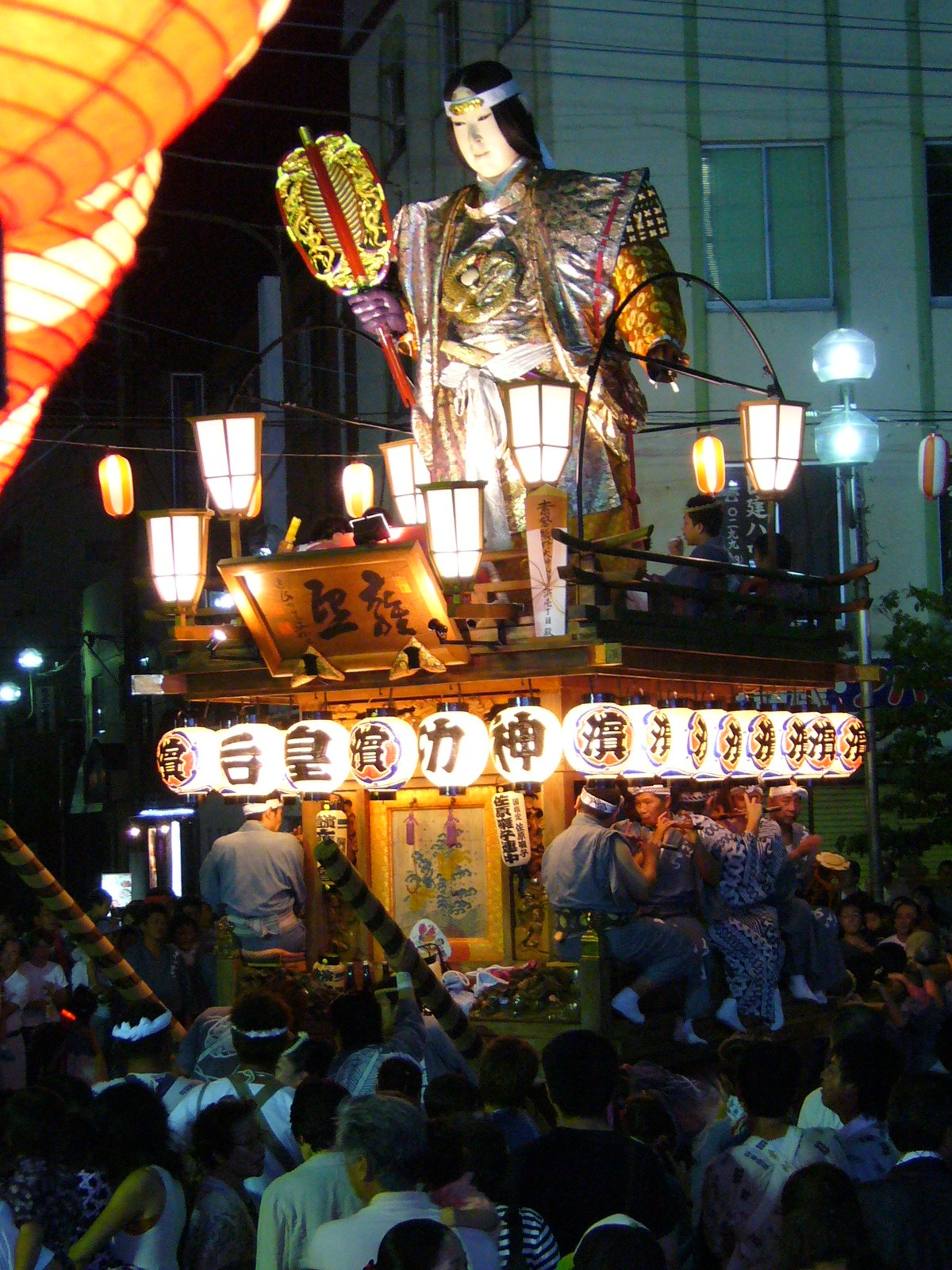
潮来祇園祭の山車

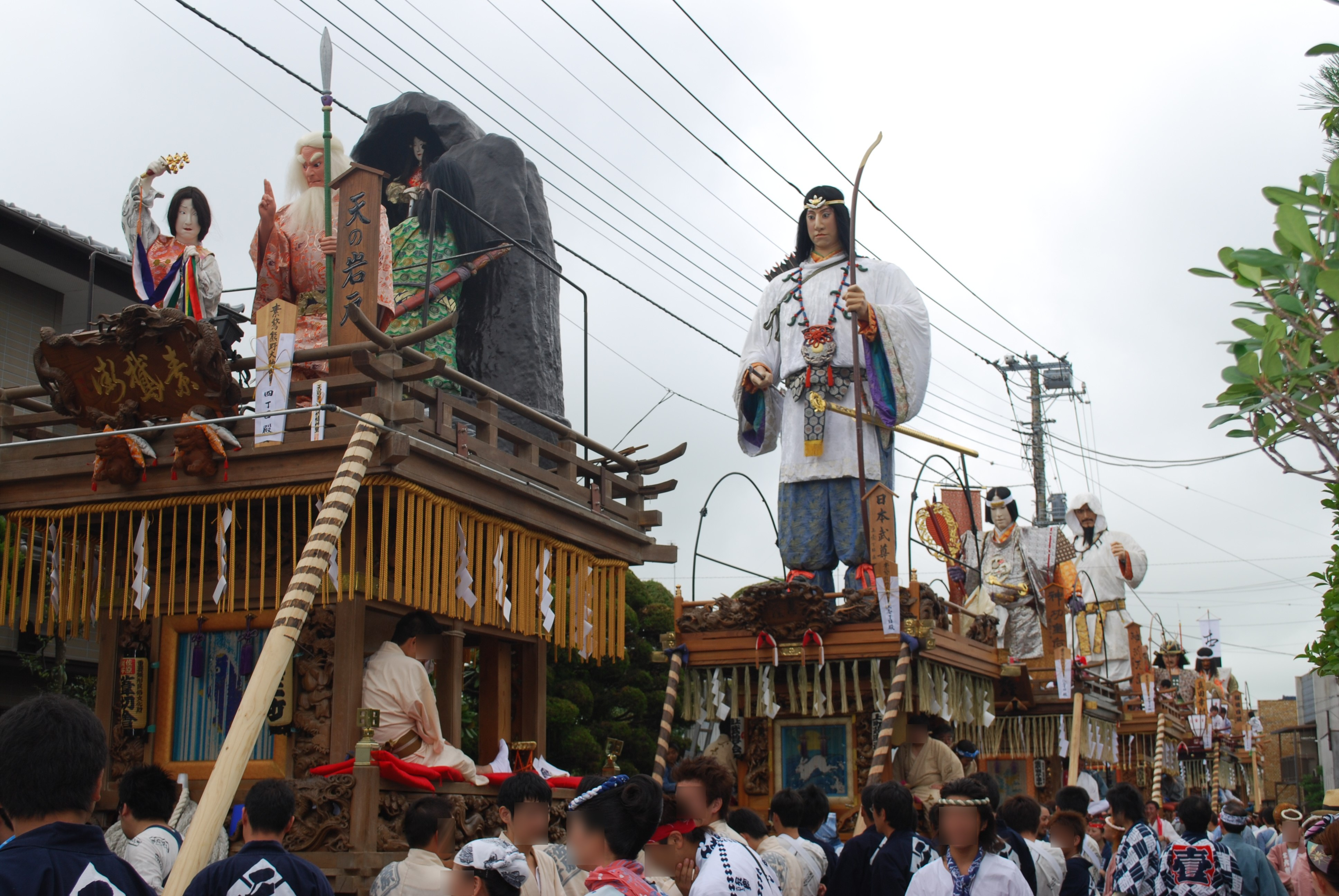
お浜下りのために並んだ山車

潮来祇園祭禮（いたこぎおんさいれい）は、茨城県潮来市で開催される祭りである。元禄年間(1688～1704) 徳川光圀の命により天王山に当神社が遷宮され山車が奉納されたことに始まる。
素鵞熊野神社（通称天王様）の例大祭で、祇園祭の一つ｡毎年8月の第一金･土･日の3日間開催される｡この3日間は閑静な町が祭の熱気に包まれ､14台の勇壮な山車が町中を練り歩く｡それぞれの山車の上には身の丈4メートル以上ある歴史上の人物などの大人形が飾られ､大天井が目前を行く様には圧倒される｡山車の形は佐原の大祭の流れを汲む佐原型山車である。
平成22年(2010年)より毎年8月の第一金・土･日の3日間開催されるようになる。
山車に乗った芸座連による潮来囃子(佐原囃子)と、14台の山車のうちの上壹丁目・下壹丁目・四丁目(天王町)の3台が、それぞれ茨城県の無形民俗文化財、有形民俗文化財に指定されている。

## 各町名と人形と芸座連
| 町名                   | 人形 （作者）               | 芸座連       |
| ---------------------- | --------------------------- | ------------ |
| 西壹丁目(西町)         | 神武天皇 （田島義郎）       | 潮風會囃子連 |
| 濱壹丁目(濱町)         | 神功皇后 （鼠屋福田萬吉）   | 佐原囃子連中 |
| 上壹丁目(上町)         | 日本武尊 （衣川人麻呂）     | 上町芸座連   |
| 下壹丁目(下町)         | 福俵白鼠 （町内で作成）     | 千秋会囃子連 |
| 大塚野                 | 本多平八郎忠勝 （飯田静幸） | 水郷会囃子連 |
| あやめ二丁目(あやめ町) | 眞田幸村 （古屋敷義男）     | あらく囃子連 |
| 貮丁目                 | 大国主命 （古屋敷義男）     | 登喜和芸座連 |
| 三丁目                 | 御神楽                      | 三町目芸座連 |
| 四丁目(天王町)         | 天乃岩戸 （鼠屋五兵衛）     | 葦切會       |
| 五丁目                 | 源頼政 （伝 鼠屋五兵衛）    | 源囃子連中   |
| 六丁目                 | 弁慶 （伊東久重）           | 分内野下座連 |
| 七丁目                 | 素盞嗚尊 （竹田縫之助）     | 花崎囃子連   |
| 八丁目                 | 静御前 （古川長延）         | 如月会       |
| 七軒町                 | 源義経 （田島義郎）         | 鹿嶋芸座連   |